# 大空さや
大空 さや（おおぞら さや、1989年10月26日 - ）は、大阪府出身のタレント・歌手。元80★PAN!（ハレンチ☆パンチ）のメンバー。身長162cm（2007年10月8日公表時）、B型。愛称は、さやてぃ、さや茶。デートピア所属。

## 略歴
- 2005年8月24日 - 「白線～スタートラインで」でCDデビュー。
- 2007年3月26日 - 80★PAN!に改名。
- 2007年9月14日 - 80★PAN!を卒業し、ソロ活動を行う意向を発表。
- 2007年10月8日 - 80★PAN!卒業。
- 2007年10月28日 - 「Girl's CAMP vol.4」にて、同事務所Aira Mitsukiとソロになって初のライブ。
- 2007年12月15日 - 「Girl's CAMP vol.6」にて、オリジナルソロ曲「さよなら私のmyメガネ」を初披露。
- 2008年1月19日 - 初のFan Event「さやてぃラリー『サヤックマの足跡を訪ねて～陶芸体験学習の旅!?』」を開催。
- 2008年2月21日 - 「レッド」にて、初作詞作曲の「GIFT 2008」を披露。
- 2018年4月14日 - アプリゲーム「新聞物語」の主題歌「Smily Jump!」を担当。（ぱんだソフト）

## 人物
- 好きな食べ物はプリン。好きなアイドルは中川翔子。
- アニメ好きで、自宅にケーブルテレビを引いている。
- 親の影響もあり、自身の年代より上の世代の曲に詳しい。
- ハレンチ☆パンチに入る前は、大阪のダンス＆ボーカルスクール『LITTLE CAT』に所属していた。
- ハレンチ☆パンチのセカンドシングル「メガホン」から、フレームのみのだてメガネをかけている。以降、ハレパンを卒業するまで一貫してメガネを常用していたが、卒業後はメガネを外して活動している。
- Bibus発足時からの生徒。No.00003。長らくアクセス数1位が続き、記念に2007年BOMB3月号にて、初水着グラビアを披露。
- ギターとコーラス担当であったが、本格的にギターを始めたのは80★PAN!に改名した後と2007年9月9日、6978のゲスト出演時公表。そのため、当初はアンプに繋がれていないギターを弾く振りだけだったり、提げているだけであった。また、小笠原とのツインボーカルの曲も多い。
- 80★PAN!のメンバーだった頃は、18歳未満という年齢のため、労働基準法により22時以降の仕事が禁じられていた。
- 『ももてぃ』というオリジナルキャラクターを創作。誕生日は5月8日。年齢は永遠の17歳。80★PAN!卒業ライブにて、有志のファンよりももてぃのぬいぐるみ贈られ、自身のブログに度々登場させている。

## テレビ
- 勝利の女神〜3rdSTAGE〜(チバテレビ 2008年1月～、1ヵ月後再放送 エンタ!371）